# Erquy
Erquy [ɛʁki] est une commune du département des Côtes-d'Armor, dans la région Bretagne, en France.
Le bourg d'Erquy occupe le fond d'une anse de la côte de Penthièvre comprise entre le cap d'Erquy, site naturel acquis par le Conseil départemental des Côtes-d'Armor, et la pointe de la Houssaye, constituée des vestiges d'une éruption volcanique ; c'est dans cette rade d'Erquy que, le 16 mars 1796, un combat naval oppose des navires anglais et français.
Le port d'Erquy qui abrite une flottille d'environ 80 chalutiers est connu comme la « capitale » de la coquille Saint-Jacques, pêchée dans la baie de Saint-Brieuc.
Erquy est également connue pour abriter des maisons en grès rose.

## Géographie
| La Manche                   | La Manche   | La Manche |
| La Manche Pléneuf-Val-André | Erquy       | Plurien   |
| Saint-Alban                 | La Bouillie |           |

Station balnéaire très active, située à l'ouest de la Côte d'Émeraude, Erquy est aussi un centre de la coquille Saint-Jacques grâce à son port de pêche qui reste l'un des meilleurs des Côtes-d'Armor ainsi que grâce à sa flottille de 80 navires de pêche côtière et 12 navires de haute mer (la Petite Julie ayant coulé en janvier 2008 au large de l'Île Vierge (Finistère-nord)).
Avec près de 30 000 habitants en période estivale, Erquy reste une ville très attractive grâce à ses nombreuses activités et ses sept plages de sable fin. En quelques années, Erquy est devenue la ville la plus active de la Communauté de communes de la Côte de Penthièvre, autant sur le plan économique, commercial, culturel que sportif.
La commune d'Erquy est formée des villages : Tuero, le Val, les Hôpitaux, Ville-Josselin, La Ville-Ory, Quelard, Saint-Sépulcre, l'Abbaye, Saint-Aubin, le Verger, la Couture, Ville-Denais, la Ville Renault, le Bois-Regnault, l'Hôtel-Morin, la Marchatte, la Ville-Bourse, la Moinerie, le Pussoir, Caroual. Erquy et ses hameaux abritent de nombreux éléments de patrimoine (chapelles, dolmens, manoirs, phares, châteaux…). Le petit village de Tu-Es-Roc est remarquable grâce à ses maisons en grès rose, tiré des carrières (de grès rose) d'Erquy désormais abandonnées. Mention parmi les villages de Saint-Quereuc, ancienne grange de l'abbaye de Saint-Aubin-des-Bois. En 1234, la villa Saint-Maclou, en Erquy, fut donnée à la même abbaye et est dite : Villa Maclovii de Sancto Carroco. Saint-Aubin possédait une autre grange à Erquy : Saint-Cano ou Saint-Queneuc, ainsi que les deux métairies de la Moinerie.
Le fleuron de son riche passé est le château de Bienassis. Sa visite inspirée par les souvenirs d'un amiral, grand explorateur du XIXe siècle, permet de se transporter à l'époque des grandes expéditions maritimes.
Site paléolithique occupé ensuite par les Romains. Présence au Moyen Âge des chevaliers du Saint-Sépulcre aux hameaux des Hôpitaux, de la Corderie (ancienne léproserie) et du Saint-Sépulcre. La commune a été reconstruite sur les hauteurs après l'engloutissement de la précédente.

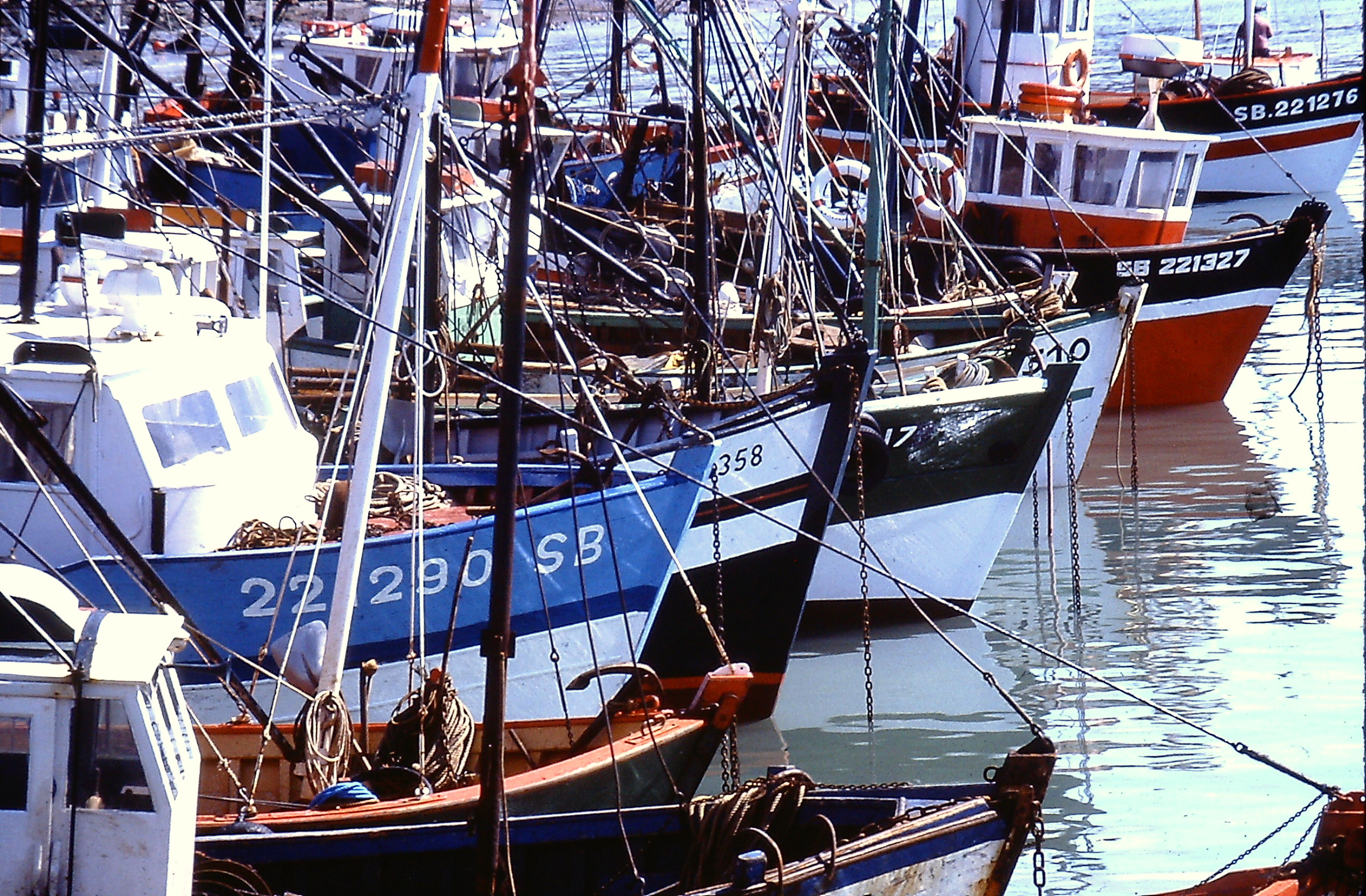
Bateaux de pêche à Erquy, Bretagne, en 1978.
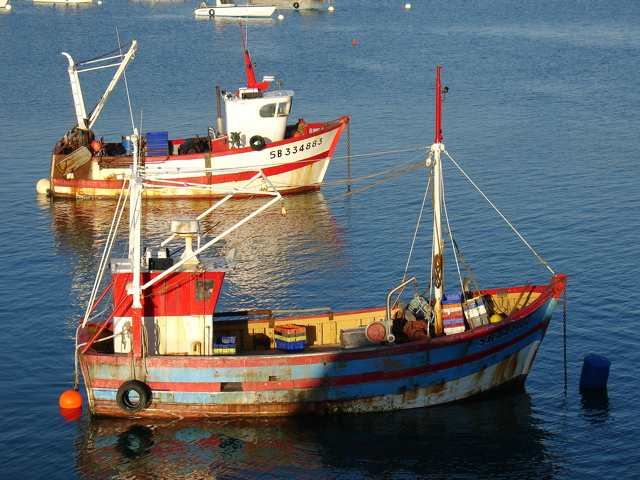
Bateaux de pêche (2006).
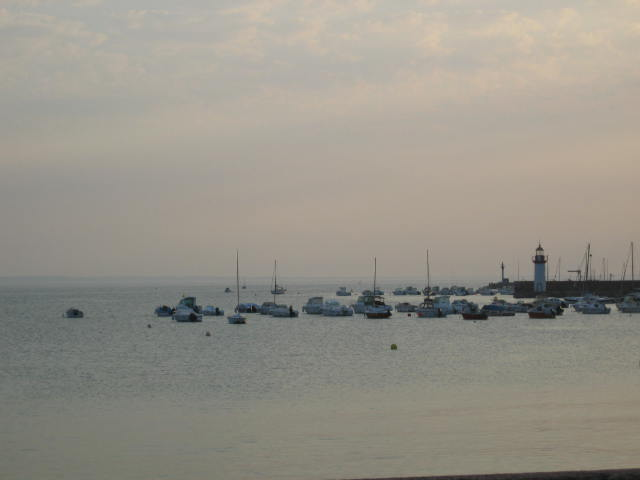
Port d'Erquy.
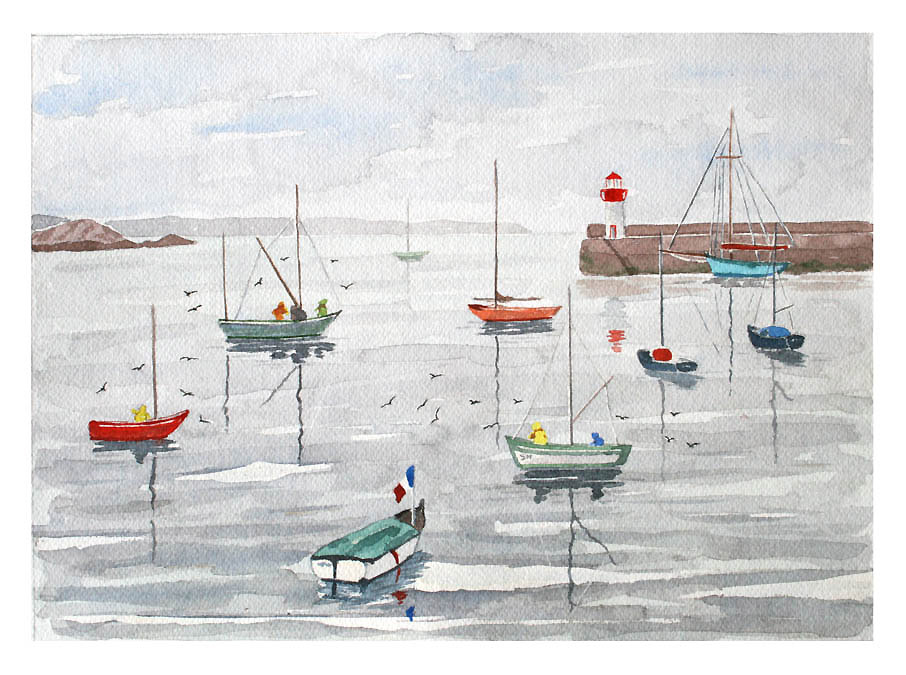
Le port et son phare.
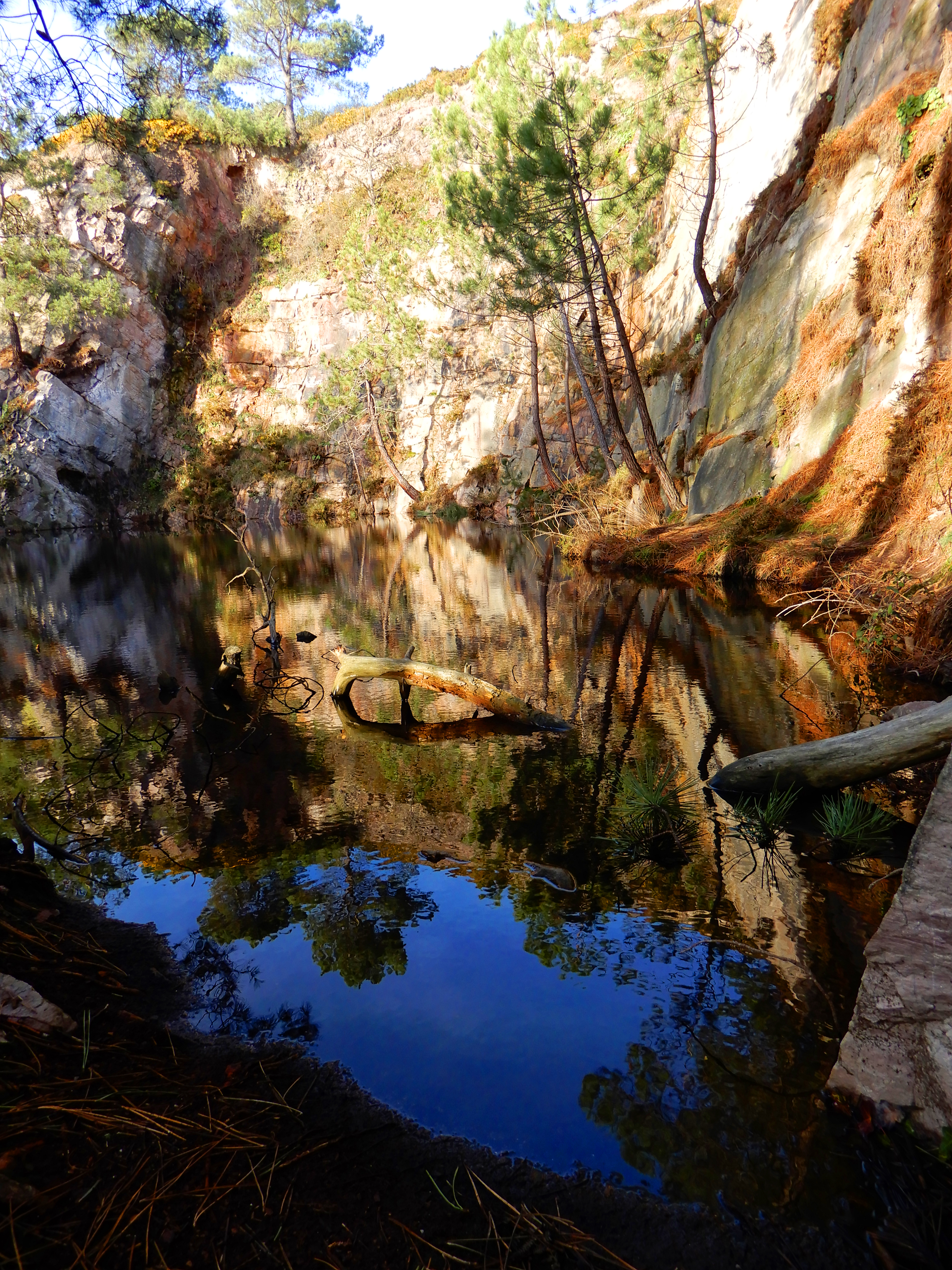
Erquy - Le lac bleu.

## Toponymie
Le nom de la localité est attesté sous les formes [Parrochia de] Erque en 1167, Erque en 1219, 1223, 1226, 1233, et en 1235, Erqueio en 1235 et en 1260, Arque en 1237, Arqueio en 1245 et en 1256, Herqueio ou Herqueium en 1278 et vers 1330, Erquey en 1282, Herqueyo en 1298, Erqui en 1358, 1420, 1427, 1430, 1480 et en 1514, Erquy en 1458, 1516 et en 1583,Site de KerOfis (lire en ligne).
Reginea ou Reginca (d'où le nom des habitants, les Réginéens et les Réginéennes), ancienne cité gallo-romaine est identifiée à tort à Erquy par des historiens du XIXe siècle qui croient la voir figurer sur des cartes anciennes à l'emplacement d'Erquy (Table de Peutinger, dessiné par un moine en 1265 à partir d'une copie des IIIe – VIe siècles). Plusieurs vestiges archéologiques sont répertoriés à Erquy, mais la continuité de la nappe archéologique de surface ne s'avère ni plus ni moins convaincante qu'en d'autres lieux. On tend plutôt aujourd'hui à placer Reginca sur l'estuaire de la Rance (Ille-et-Vilaine), Rance représentant par ailleurs l'évolution phonétique de Reginca.
L'étymologie est obscure, sans doute brittonique, étant donné l'absence d'homonyme ailleurs et sa localisation sur la côte dans la zone de la toponymie bretonne. Peut-être du breton ar c'herregi « les rochers », à moins d'y voir le gaulois *hercu > *ercu « chêne » que l'on rencontre dans le dérivé ercunia, ercunion « forêt de chêne », d'où le nom de forêt hercynienne, celui de l'Argonne et peut-être Ercolana « plaine des chênes ».

## Histoire

### LeXXesiècle

#### Les guerres duXXesiècle
Le monument aux morts porte les noms de 201 soldats morts pour la Patrie :
- 140 sont morts durant la Première Guerre mondiale ;
- 56 sont morts durant la Seconde Guerre mondiale ;
- 3 sont morts durant la guerre d'Algérie ;
- 2 sont morts durant la guerre d'Indochine.

### Hydrographie
Pour un article plus général, voir Réseau hydrographique des Côtes-d'Armor.
La commune est située dans le bassin Loire-Bretagne. Elle est drainée par l'Islet,.
Un plan d'eau complète le réseau hydrographique : le lacs Bleus (0,07 ha),.

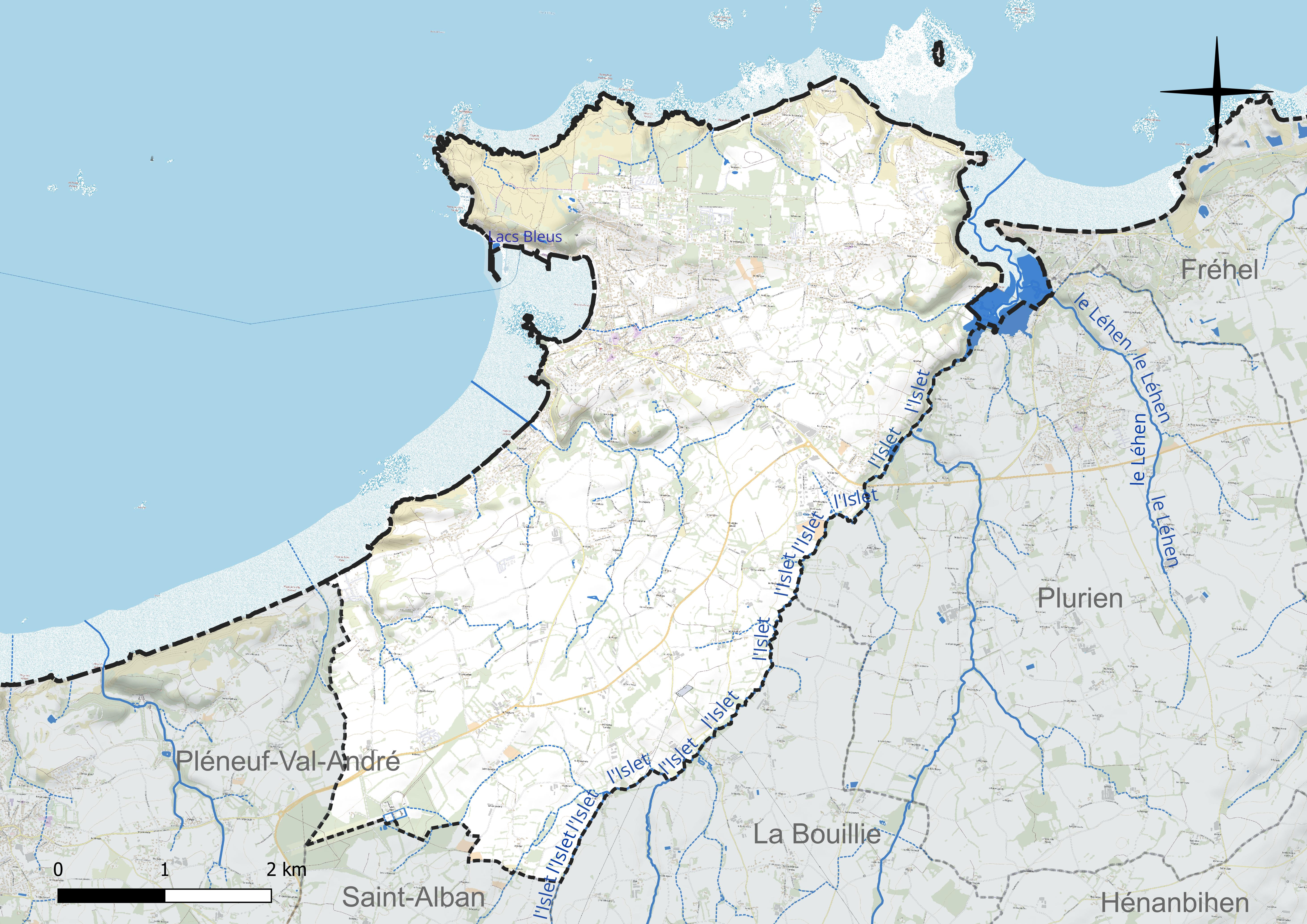
Réseau hydrographique d'Erquy.

### Climat
Pour des articles plus généraux, voir Climat de la Bretagne et Climat des Côtes-d'Armor.
En 2010, le climat de la commune est de type climat océanique franc, selon une étude du CNRS s'appuyant sur une série de données couvrant la période 1971-2000. En 2020, Météo-France publie une typologie des climats de la France métropolitaine dans laquelle la commune est exposée à un climat océanique et est dans la région climatique  Finistère nord, caractérisée par une pluviométrie élevée, des températures douces en hiver (6 °C), fraîches en été et des vents forts. Parallèlement l'observatoire de l'environnement en Bretagne publie en 2020 un zonage climatique de la région Bretagne, s'appuyant sur des données de Météo-France de 2009. La commune est, selon ce zonage, dans la zone « Littoral doux », exposée à un climat venté avec des étés cléments.  
Pour la période 1971-2000, la température annuelle moyenne est de 11,3 °C, avec  une amplitude thermique annuelle de 10,6 °C. Le cumul annuel moyen de précipitations est de 654 mm, avec 12,1 jours de précipitations en janvier et 6,3 jours en juillet. Pour la période 1991-2020, la température moyenne annuelle observée sur la station météorologique la plus proche, située sur la commune de Quintenic à 13 km à vol d'oiseau, est de 11,6 °C et le cumul annuel moyen de précipitations est de 769,8 mm,. Pour l'avenir, les paramètres climatiques de la commune estimés pour 2050 selon différents scénarios d’émission de gaz à effet de serre sont consultables sur un site dédié publié par Météo-France en novembre 2022.

## Urbanisme

### Typologie
Au 1er janvier 2024, Erquy est catégorisée commune rurale à habitat dispersé, selon la nouvelle grille communale de densité à 7 niveaux définie par l'Insee en 2022.
Elle appartient à l'unité urbaine d'Erquy, une unité urbaine monocommunale constituant une ville isolée,. La commune est en outre hors attraction des villes,.
La commune, bordée par la Manche, est également une commune littorale au sens de la loi du 3 janvier 1986, dite loi littoral. Des dispositions spécifiques d’urbanisme s’y appliquent dès lors afin de préserver les espaces naturels, les sites, les paysages et l’équilibre écologique du littoral, tel le principe d'inconstructibilité, en dehors des espaces urbanisés, sur la bande littorale des 100 mètres, ou plus si le plan local d’urbanisme le prévoit.

### Occupation des sols
L'occupation des sols de la commune, telle qu'elle ressort de la base de données européenne d’occupation biophysique des sols Corine Land Cover (CLC), est marquée par l'importance des territoires agricoles (64,6 % en 2018), en diminution par rapport à 1990 (68,6 %). La répartition détaillée en 2018 est la suivante : 
terres arables (35,4 %), zones agricoles hétérogènes (25 %), zones urbanisées (16,1 %), milieux à végétation arbustive et/ou herbacée (8 %), espaces verts artificialisés, non agricoles (5 %), prairies (4,1 %), forêts (3,9 %), zones industrielles ou commerciales et réseaux de communication (1,3 %), zones humides côtières (0,7 %), espaces ouverts, sans ou avec peu de végétation (0,3 %). L'évolution de l’occupation des sols de la commune et de ses infrastructures peut être observée sur les différentes représentations cartographiques du territoire : la carte de Cassini (XVIIIe siècle), la carte d'état-major (1820-1866) et les cartes ou photos aériennes de l'IGN pour la période actuelle (1950 à aujourd'hui).

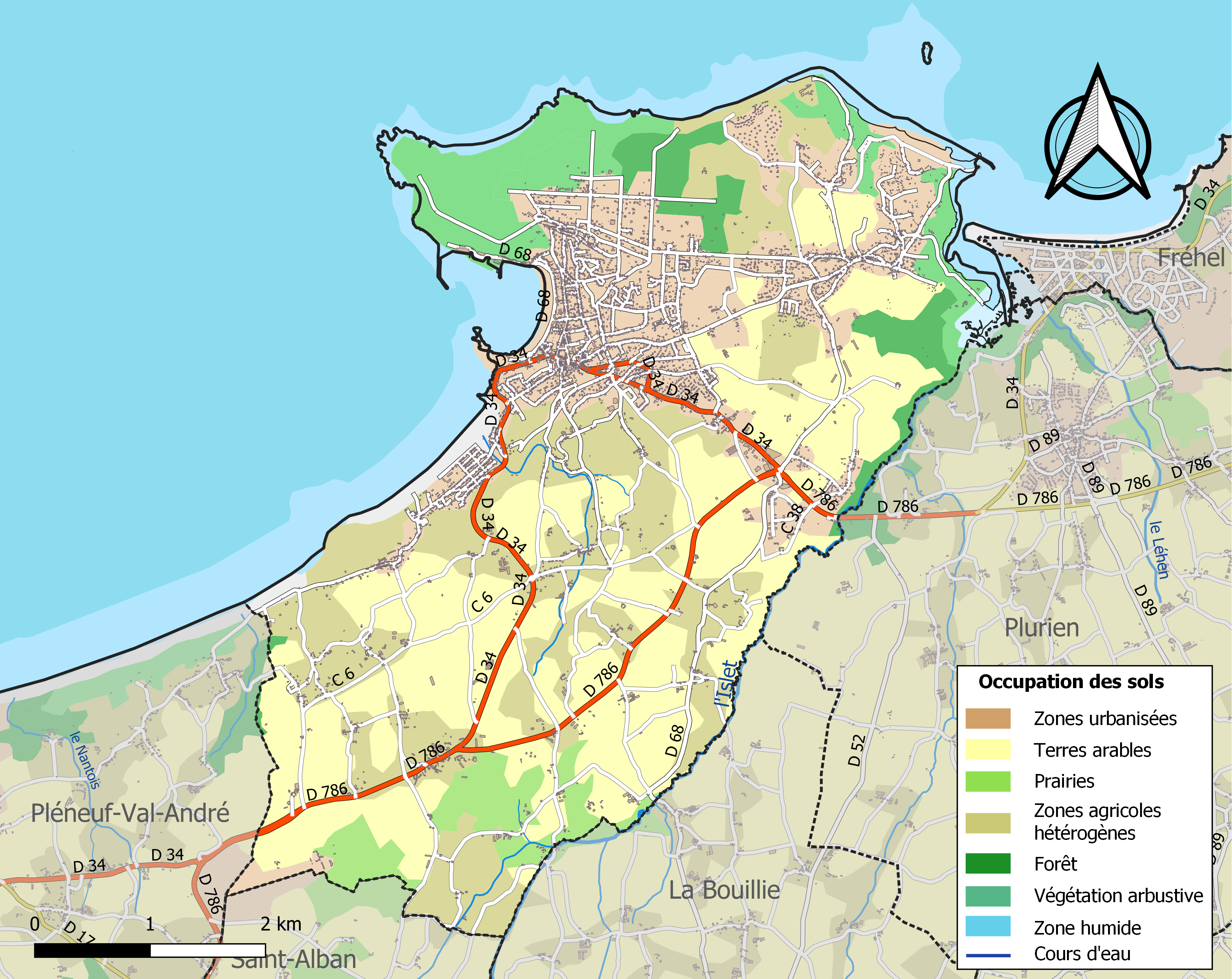
Carte des infrastructures et de l'occupation des sols de la commune en 2018 (CLC).

## Démographie
| 1793  | 1800  | 1806  | 1821  | 1831  | 1836  | 1841  | 1846  | 1851  |
| ----- | ----- | ----- | ----- | ----- | ----- | ----- | ----- | ----- |
| 1 535 | 1 646 | 1 634 | 1 880 | 1 951 | 2 070 | 2 068 | 2 134 | 2 292 |

| 1856  | 1861  | 1866  | 1872  | 1876  | 1881  | 1886  | 1891  | 1896  |
| ----- | ----- | ----- | ----- | ----- | ----- | ----- | ----- | ----- |
| 2 332 | 2 373 | 2 415 | 2 411 | 2 510 | 2 637 | 2 708 | 2 901 | 2 906 |

| 1901  | 1906  | 1911  | 1921  | 1926  | 1931  | 1936  | 1946  | 1954  |
| ----- | ----- | ----- | ----- | ----- | ----- | ----- | ----- | ----- |
| 2 635 | 2 935 | 2 943 | 2 957 | 2 991 | 2 993 | 2 905 | 3 002 | 2 812 |

| 1962  | 1968  | 1975  | 1982  | 1990  | 1999  | 2004  | 2006  | 2009  |
| ----- | ----- | ----- | ----- | ----- | ----- | ----- | ----- | ----- |
| 3 022 | 2 998 | 3 347 | 3 426 | 3 568 | 3 760 | 3 725 | 3 742 | 3 802 |

| 2014  | 2019  | 2022  | - | - | - | - | - | - |
| ----- | ----- | ----- | - | - | - | - | - | - |
| 3 891 | 3 922 | 3 929 | - | - | - | - | - | - |

## Culture locale et patrimoine

### Sites naturels
- Le cap d'Erquy, moins connu que son voisin le cap Fréhel, offre de beaux paysages et une vue exceptionnelle sur la baie de Saint-Brieuc. Ce cap se situe entre deux plages : l'anse de Port-blanc, avec son abri de canot de sauvetage utilisé dans les années 1960 et la plage est du Lourtuais. Le cap d'Erquy est tristement célèbre par "trois pierres", trois rochers qui ont coulé de nombreux navires. C'est pour cela que l'on a décidé de construire un abri de canot de sauvetage. Conjointement, les caps d'Erquy et de Fréhel ont intégré le Réseau des grands sites de France.
- Le Grand-Pourier, îlot au large du cap d'Erquy.
- L'îlot Saint-Michel, à proximité du hameau et du petit port des Hôpitaux. Son nom vient de la petite chapelle qui se situe dessus. Cet îlot n'est accessible qu'à marée basse (en fonction du coefficient de marée).
- D'un point de vue géologique, le site d'Erquy est constitué de grès rose cambro-ordoviciens (série d'Erquy-Fréhel[38]), reposant en discordance sur une pile de laves basaltiques spilitisées[39]. Cette succession volcanique affleure remarquablement bien au niveau de la pointe de la Heussaye, qui limite l'anse d'Erquy au sud[40]. On peut y observer quelques sills et une douzaine de coulées basaltiques du Néoprotérozoïque (608 millions d'années), verticalisées par la tectonique cadomienne et séparées par de petits niveaux sédimentaires. Les coulées présentent d'exceptionnels faciès de laves en coussins (pillow-lavas), de laves lobées et surtout de hyaloclastites (sur l'estran, près de l'extrémité nord de la pointe). Le site de la Heussaye, où se succèdent tout au long de l'année de nombreuses excursions géologiques organisées par des lycées, des universités et des associations, a fait l'objet d'une étude paléovolcanologique récente[41]. Il s'agit de l'un des "spots" volcaniques précambriens à hyaloclastites les mieux préservés au monde.

### Lieux et monuments

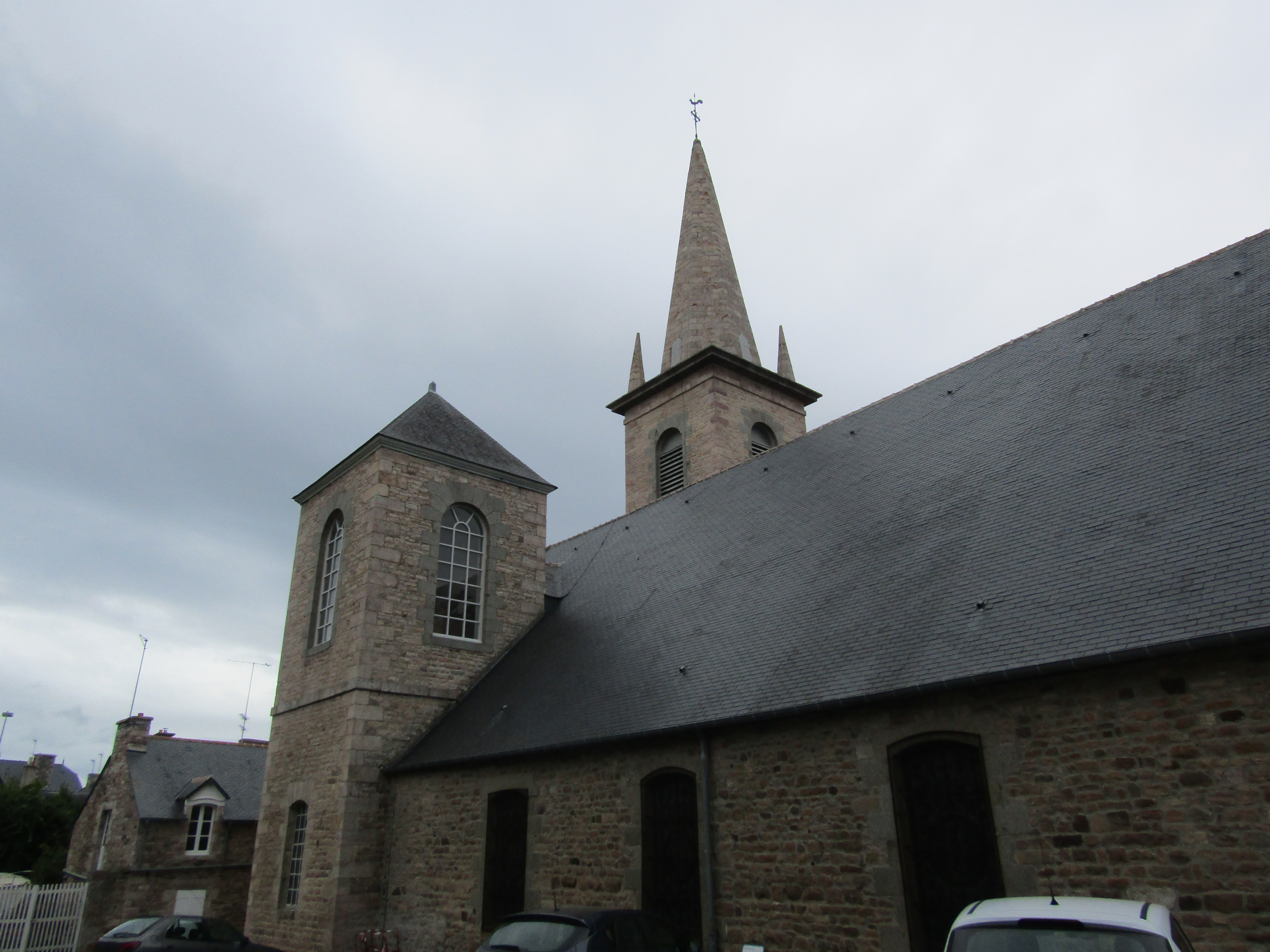
L'église Saint-Pierre-et-Saint-Paul.

- Le dolmen de la Ville-Hamon : allée couverte inscrite au titre des monuments historiques en 1980[42].
- Le château de Bienassis : ensemble très complet de demeure seigneuriale.
- Le château de Noirmont - XIXe siècle - Style néo-Classique.
- L'église Saint-Pierre-et-Saint-Paul[43]. L'extérieur est de style classique (XIXe siècle). La nef romane, qui pourrait dater du XIe siècle[44], est couverte de charpente. Elle ouvre sur les bas-côtés par des grandes arcades à simple rouleau (arcs fourrés) retombant sur des piles arrondies sur les côtés. Au-dessus de chaque arcade, une petite fenêtre aujourd'hui murée suivant le réhaussement des bas-côtés est percée dans le mur nu. La nef est séparée du chœur par un large arc triomphal de plein cintre. L'édifice a été remanié ultérieurement. Le chœur s'achève sur un mur droit percé d'une fenêtre gothique à remplage.

### Personnalités liées à la commune
- Mgr Alfred Guyomard, prélat, membre des Oblats de Marie Immaculée, né à Erquy le 14 octobre 1884, ordonné prêtre en 1902, sacré le 9 mars 1924 évêque de Jaffna (Ceylan Sri Lanka), transféré au siège d'Assava le 4 septembre 1950, décédé le 27 février 1956 à Colombo (SriLanka) - transcription de l'acte faite à Assava le 1er décembre 1956.
- Pierre Tillon (1931-2011), footballeur professionnel, vainqueur de la coupe de France en 1956 avec Sedan.
- Georges Talbourdet (1951-2011), cycliste sur route français, y est né.

#### Artistes
- L'écrivain Jean Raspail y passa de nombreuses vacances et présida le Club de Voile d'Erquy.
- Après avoir passé presque toute sa vie à Erquy, le peintre paysagiste Léon Hamonet, né à la Ville Bourse en 1877 et décédé en 1957, a été enterré au cimetière marin.
- Maurice Bernard, peintre impressionniste, né le 25 janvier 1927 à Saint-Cast et décédé le 7 mars 2005 à Erquy. Titulaire du Grand Prix de New York en 1970, cet artiste de terrain est surtout connu par ses superbes toiles « marines ». Il avait jeté l'ancre à Erquy (à Turquay) en 1976.
- En concevant le cadre de la bande dessinée Astérix, en particulier le village où vivent les protagonistes, Albert Uderzo n'avait pas clairement à l'esprit cette commune. Mais quand un des habitants lui a indiqué certaines similitudes avec le village encerclé, comme les trois petits rochers qu'on distingue à la loupe et qui sont visibles aussi au large du cap d'Erquy, l'auteur a convenu qu'il y avait eu une influence probable : il avait en effet fréquenté ce secteur avec son frère qu'il avait rejoint durant la Seconde Guerre mondiale, alors que la disette sévissait à Paris. L'existence d'une plate-forme appelée le camp de César, n'a fait que renforcer cette hypothèse. Par ailleurs, mais on ignore si les auteurs le savaient à l'époque de la création de la BD, on a découvert de nombreux éléments attestant de l'occupation des lieux au paléolithique puis à l'âge du bronze. Entre l'âge du bronze et l'occupation romaine, se trouvait un village gaulois du nom de Reginea (en latin) dans la baie d'Erquy[45].
- Jean Anouilh possédait une résidence à Erquy où il séjourna souvent. Un hommage lui a été rendu en 2011, avec une exposition et la diffusion de deux films : Pattes blanches et Caroline chérie.
- Plusieurs films[Lesquels ?] ont été tournés à Erquy, comme Le Blé en Herbe.
- Le pianiste Robert Casadesus a passé plusieurs étés à Erquy.

## Héraldique
| Blason | Blasonnement : De sinople à une sirène d'or, les cheveux flottant, les bras et la queue tournés vers senestre évoquant la lettre E capitale ; au chef d'hermine. Commentaires : Devise : Regina fus, « Reine demeure ». |

## Associations sportives
- Union sportive Erquy football. Créé en 1920, c'est le club sportif le plus ancien de la commune d'Erquy.
- Club de voile de la baie d'Erquy
- Club de Tennis
- École de voile
- Club de randonnée
- Club de plongée
- La Sainte Jeanne http://sainte-jeanne-erquy.com/, gréement traditionnel
- Association Familles Rurales : section danse modern'jazz
- Club de handball

## Associations artistiques
- Association La Palette, association de peintres amateurs créée en 1994, agréée Jeunesse et Education Populaire (JEP)
- Association Photo-Club Erquy, association de photograghes amateurs créée en 2018. Elle participe activement au mois de la photographie qui se déroule tous les ans en décembre sur divers sites de la ville d'Erquy.